# Mouriri sideroxylon
Mouriri sideroxylon là một loài thực vật có hoa trong họ Mua. Loài này được Sagot ex Triana mô tả khoa học đầu tiên năm 1871.